# 文学理論
文学理論（ぶんがくりろん、英語: literary theory）とは、「文学とは何か」を構築するための理論である。文芸批評とは異なり、個別の作品の読み方ではなく、そもそも文学とは何か、あるいは何を目指すものか、どのように構成されているか、という根本的な問いを探求するものであり、作品の批評とは通常区別される。

## 概要
文学が理論的な対象とされたのは古代ギリシアの哲学者であるアリストテレスの『詩学』にまで遡ることができるが、20世紀初頭におけるロシア・フォルマリズム、そして1930年代から1940年代にかけてのイギリスやアメリカにおけるニュー・クリティシズムが本格的に取り組み始めた。近代文学理論の成立によって作者の意図を探ることを離れ、テキストそのものの形式や手法を研究対象とすることが可能となった。1960年代に入ると、現象学、構造主義、記号学などの哲学の研究成果を応用した新しい文学理論が登場し、文芸評論の枠組みを拡大させることに寄与した。1960年代以降、ポスト構造主義が文学理論に影響を与え、脱構築（ディコンストラクション）や精神分析学の活動があり、フェミニズムやクイア理論はジェンダーやマイノリティの言説について分析した。新歴史主義（ニューヒストリシズム）、ポストコロニアル理論などが文学に影響を与えた。こうした文学に対する価値基準そのものが「文学理論」であり、それによって示された方法を用いて実際の作品を対象として評論や批評したものは文芸批評である。

## 文学理論のいろいろ
その他に文学理論として扱われるものに次のようなものがある。
- 文化唯物論（カルチュラル・マテリアリズム）

東アジアには、曹丕『典論』、劉勰『文心雕龍』、空海『文鏡秘府論』などの文学理論書がある。夏目漱石は『文芸の哲学的基礎』を書いた。